# Atentatul de la ambasada americană din Ankara din 2013
Pe 1 februarie 2013, un atentat sinucigaș a avut loc în apropierea ambasadei Statelor Unite ale Americii din Ankara, Turcia, omorând un ofițer de securitate turc și pe atacator.

## Atacul
Pe 1 februarie 2013, în jurul orei 13:15, ora locală (UTC+2), un atacator sinucigaș a detonat un dispozitiv exploziv la o intrare laterală a ambasadei Statelor Unite ale Americii din Ankara, capitala Turciei, omorând un agent de securitate turc și pe el însuși. Francis J. Ricciardone, Jr., ambasadorul SUA în Turcia, a declarat reporterilor că un agent de securitate de la poarta ambasadei a fost ucis de explozie, în timp ce un cetățean turc a fost rănit.